# Witaj, Tram-landio!
Witaj, Tram-landio! /  
Prezent dla zająca (ros. Трям! Здравствуйте!) – radziecki krótkometrażowy film animowany z 1980 w reżyserii Jurija Butyrina. Scenariusz napisał Siergiej Kozłow.

## Obsada (głosy)
- Gieorgij Burkow
- Kłara Rumianowa

## Wersja polska
Prezent dla zająca
- Wersja polska: Studio Opracowań Filmów w Łodzi
- Reżyseria: Maria Horodecka
- Dialogi: Krystyna Kotecka
- Dźwięk: Anatol Łapuchowski
- Montaż: B. Misztela
- Kierownictwo produkcji: Edward Kupsz

Źródło: